# Emis Killa
Emis Killa, pseudonimo di Emiliano Rudolf Giambelli (Vimercate, 14 novembre 1989), è un rapper italiano.

## Biografia

### Primi anni
Il padre, originario di Vimercate, faceva il musicista suonando il pianoforte in gruppi brianzoli, la madre, originaria di Palermo, ha lavorato come operaia metalmeccanica. I due si sono separati, il padre ha sofferto di disturbo bipolare ed è morto nel 2009 per arresto cardiaco. Ha un fratellastro maggiore da parte di padre.

Dopo le scuole medie in paese, il rapper ha frequentato un istituto tecnico e successivamente un alberghiero senza ottenere il diploma, in quanto ha abbandonato in anticipo gli studi per iniziare a lavorare, tra le altre cose come muratore. Alla fine si è dedicato alla musica, principalmente al freestyle. In quel periodo, Emiliano Rudolf veniva chiamato Emilietto (o Emilietto lo zarro); successivamente nel 2007 mentre partecipava al contest di freestyle Tecniche Perfette adotta il nome di Emis Killa:

### Prime pubblicazioni (2007-2011)
Nel 2007 Emis Killa si iscrive al concorso di freestyle Tecniche Perfette dove risulta vincitore. Successivamente ha firmato un contratto con l'etichetta discografica indipendente Blocco Recordz, con la quale ha pubblicato i mixtape Keta Music (2009), Champagne e spine (2010) e The Flow Clocker Vol. 1 (2011).
Nel 2011 firma un contratto con la Carosello e il 19 dicembre dello stesso anno pubblica per il download digitale l'EP Il peggiore, la cui produzione artistica è curata da Big Fish. Nello stesso periodo Emis Killa cura un remix ufficiale di I Need a Dollar di Aloe Blacc, diffuso dalle stazioni radiofoniche italiane.

### L'erba cattiva(2012-2013)
Il 24 gennaio 2012 pubblica l'album di debutto L'erba cattiva, che debutta alla quinta posizione della classifica italiana degli album, rimanendo in classifica per oltre un anno, e nella top 20 per i primi 3 mesi. All'album hanno collaborato vari artisti della scena hip hop italiana, come Fabri Fibra, Gué Pequeno, Tormento e Marracash. Dopo 16 settimane dall'uscita, il disco è ritornato nella top 10 dei dischi più venduti salendo fino alla quarta posizione, il punto più alto raggiunto dall'album.
Il secondo singolo estratto, Parole di ghiaccio, ha ottenuto un immediato successo e il video musicale ha ricevuto in meno di due settimane 2,5 milioni di visite su YouTube, record per la musica italiana, 5 milioni di visite in meno di un mese e 10 milioni in tre mesi. In seguito al terremoto dell'Emilia del 2012, Emis Killa lancia il progetto Rap per l'Emilia, volto alla raccolta di fondi per la ricostruzione del liceo Galileo Galilei di Mirandola, andato distrutto con il sisma: tale intento si concretizza con la realizzazione di Se il mondo fosse, singolo prodotto da Big Fish e realizzato con la partecipazione dei Club Dogo, di J-Ax e di Marracash, oltre a Emis Killa. Pubblicato digitalmente il 30 giugno 2012, il singolo è stato presentato dal vivo lo stesso giorno nel corso della terza giornata degli MTV Days dai sette artisti e in seguito è stato certificato disco di platino dalla FIMI. Collabora poi all'album di Max Pezzali Hanno ucciso l'Uomo Ragno 2012, in cui rivisitano la traccia Te la tiri.
Il 20 novembre 2012 il rapper ha pubblicato una riedizione di L'erba cattiva, denominata Gold Version e contenente il singolo inedito Il king, impiegato come colonna sonora del film I 2 soliti idioti, e Più rispetto, con la partecipazione di Bassi Maestro.
Nello stesso anno il rapper si è fidanzato con la fashion blogger Tiffany Fortini, con la quale ha avuto una figlia nel 2018. La coppia si è separata agli inizi del 2020.

### Mercurio(2013-2016)
Il 12 luglio 2013 Emis Killa ha pubblicato il singolo inedito Vampiri, pubblicato come anticipazione del primo singolo apripista del secondo album in studio del rapper. Il brano ha successivamente ricevuto un video musicale, pubblicato il 17 luglio. Il 30 agosto viene annunciato che il seguito di L'erba cattiva sarebbe stato pubblicato nel mese di ottobre nuovamente dalla Carosello, il cui titolo, Mercurio, e data di pubblicazione, 22 ottobre, sono stati rivelati il 9 settembre. La copertina e la lista tracce sono state rivelate rispettivamente il 26 settembre e il 4 ottobre.
L'11 settembre ha pubblicato il video di un brano estratto da Mercurio, intitolato Wow. L'8 ottobre è stato pubblicato il video del brano Lettera dall'inferno, mentre il 16 ottobre viene pubblicato esclusivamente su Cubomusica Killers, brano non incluso in Mercurio. Il 21 ottobre viene invece pubblicato il primo singolo Scordarmi chi ero, di cui è stato realizzato un video girato sui tetti dei "casermoni" di via Turati 40 a Bollate.
Il 22 ottobre viene pubblicato Mercurio, il quale ha debuttato alla prima posizione della classifica italiana degli album per poi venire certificato disco d'oro dalla FIMI a un mese esatto dalla sua pubblicazione. L'omonimo tour di supporto all'album è invece partito il 22 febbraio all'Obi Hall di Firenze.

Il 2 dicembre è stato pubblicato il secondo singolo A cena dai tuoi, il quale ha visto la partecipazione di J-Ax; il video è stato pubblicato una settimana più tardi. Nello stesso mese, Emis Killa è andato negli Stati Uniti per partecipare all'edizione annuale dei Bet Hip Hop Awards America tenuti a New York, rappresentando l'Italia sotto le basi di DJ Premier. Ed Lover lo ha tuttavia bocciato e lo ha criticato per la sua esibizione fatta tutta in italiano:
 Nel periodo in cui si trovava negli Stati Uniti, il rapper ha girato il video di Straight Rydah, pubblicato il 23 gennaio 2014. Il 14 febbraio è invece uscito un video per il brano Soli (Assieme), girato attorno a Marrakech.
Il 21 marzo è stato pubblicato il terzo singolo estratto da Mercurio, Essere umano, il quale ha visto la partecipazione di Skin. Durante il concerto tenuto il 10 aprile 2014 all'Alcatraz di Milano, Emis Killa ha ricevuto il disco di platino per Mercurio, il quale ha quindi raggiunto la soglia delle 50 000 copie vendute. Il 21 maggio è stato pubblicato sul canale YouTube del rapper un'anteprima del video del brano inedito Maracanã, pubblicato come singolo il 28 dello stesso mese. Il brano ha anticipato una versione speciale di Mercurio, denominata 5 Stars Edition e pubblicata il 10 giugno, e ha raggiunto la prima posizione della Top Singoli.
Il 28 maggio è stato ospite al programma televisivo The Voice of Italy, dove ha cantato Parole di ghiaccio con l'accompagnamento melodico di The Monster di Eminem, insieme a J-Ax, Fedez e Noemi. Tra agosto e settembre 2014 il rapper ha pubblicato i video di altri brani estratti da Mercurio, ovvero Blocco Boyz, Se penso al rap e l'omonimo Mercurio.
A partire dal 4 ottobre 2013 Emis Killa è divenuto conduttore della trasmissione radiofonica One Two One Two, in onda su Radio Deejay, mentre il 16 dello stesso mese il rapper ha annunciato la pubblicazione del suo primo libro, intitolato BUS323 e distribuito dal 5 novembre. Intorno allo stesso periodo ha inoltre composto il brano inedito Che abbia vinto o no, in duetto con Antonella Lo Coco e impiegato per la colonna sonora del film Il ricco, il povero e il maggiordomo.
Nello stesso anno scrive insieme a Saturnino (musicista) una canzone dedicata alla squadra di calcio del Milan, intitolata #Rossoneri.

### Keta Music Vol. 2eTerza stagione(2015-2017)
Il 5 maggio 2015 è uscito l'album Ora o mai più del produttore italiano Don Joe, contenente tra le varie tracce Ti piaccia o no che vede la collaborazione di Emis Killa; il 18 dello stesso mese Emis Killa ha pubblicato il singolo inedito I.L.T.G. (I Love This Game) per il download digitale, accompagnato anche dal relativo video. Il 5 giugno 2015 il rapper ha pubblicato attraverso il proprio canale Vevo un video nel quale ha annunciato il mixtape Keta Music Vol. 2, aggiungendo che la lista tracce sarebbe stata svelata attraverso video di circa 30 secondi caricati sul suo canale VEVO. Dal 6 al 12 giugno vengono così svelati titoli dei brani contenuti nell'album, il quale vedrà la partecipazione di vari artisti appartenenti alla scena hip hop italiana, come Vacca, Gemitaiz, MadMan, Jake La Furia e Gué Pequeno. Il mixtape è stato reso disponibile per il download gratuito a partire dal 18 giugno, attraverso il proprio sito ufficiale. Nello stesso anno duetta con Gianluca Grignani nel brano Fuori dai guai, con cui partecipa al Summer Festival 2015.

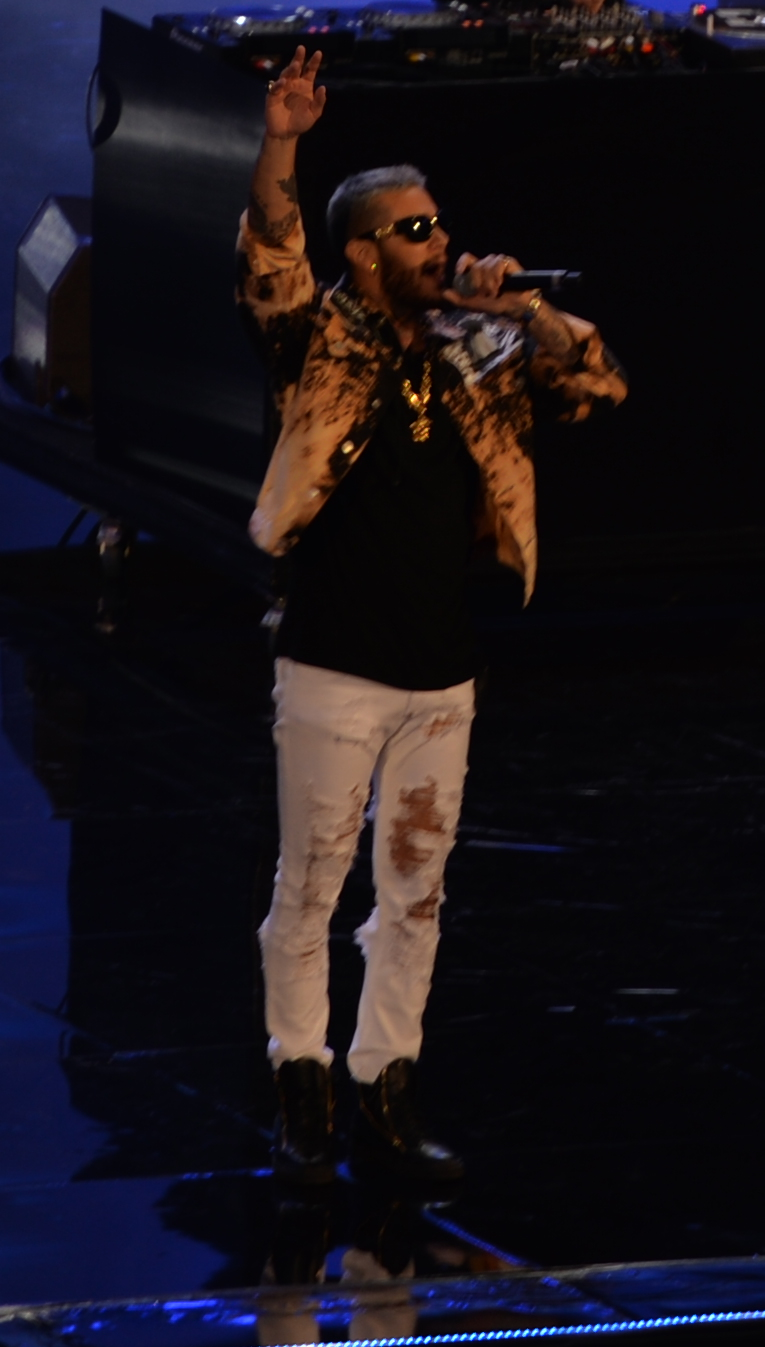
Emis Killa in concerto nel 2016

Nel 2016 il cantante ha preso parte al talent show The Voice of Italy nelle vesti di coach insieme a Raffaella Carrà, Dolcenera e Max Pezzali, mentre il 19 maggio dello stesso anno ha pubblicato il primo singolo estratto dal terzo album di inediti, intitolato Non era vero. Il 6 giugno Emis Killa ha pubblicato per il download digitale un ulteriore singolo estratto dall'album, Cult, accompagnato dal relativo video e presentato per la prima volta dal vivo agli annuali Wind Music Awards; a inizio settembre è stato annunciato il titolo dell'album, Terza stagione, e la relativa data di pubblicazione, fissata al 14 ottobre dello stesso anno. Rispetto al precedente album Mercurio, il disco risulta essere più «crudo» e «grezzo» a detta del rapper, con tematiche che vanno dall'abuso di alcool e di droghe leggere fino allo stalking e al sesso.
L'8 marzo 2017 il rapper ha pubblicato su YouTube il video del brano Non è facile, estratto da Terza stagione e realizzato in collaborazione con Jake La Furia.

### Singoli inediti,Supereroe(2017-2020)
Il 25 ottobre 2017 esce il singolo inedito Linda, seguito il 9 febbraio 2018 da un secondo inedito, Serio, in collaborazione con Capo Plaza.
L'8 giugno 2018 è stato presentato Rollercoaster, singolo che ha anticipato il quarto album Supereroe. L'album ha ottenuto un buon successo in madrepatria, venendo certificato disco di platino dalla FIMI per le oltre 50 000 copie vendute; nell'anno seguente è uscita la riedizione, denominata Bat Edition e comprensiva di quattro ulteriori inediti, tra cui il singolo Tijuana. Nell'album compaiono anche featuring di livello internazionale come nella canzone Dope 2 con 6ix9ine. 
Il 2019 ha visto il rapper impegnato a collaborare con svariati artisti: con MadMan in Supernova, con Fedez in Kim & Kanye (presente in Paranoia Airlines), con Geolier in Como te, con Shiva in Mon fre e Lazza in Million Dollar.
Il 10 aprile è uscito inoltre il singolo inedito La mia malattia, mentre in ottobre ha ufficializzato il suo passaggio alla Sony Music. Il 10 gennaio 2020 è uscito il singolo Rosa naturale di Roshelle, alla quale Emis Killa ha partecipato come artista ospite.

### 17con Jake La Furia (2020-2022)
Il 18 settembre Emis Killa ha pubblicato l'album 17, realizzato in collaborazione con Jake La Furia. Il disco ha ottenuto un buon successo in madrepatria al punto di venire certificato disco d'oro dalla FIMI a distanza di poco meno di un mese.
Poco tempo dopo i due artisti hanno annunciato due concerti speciali che si sono svolti nel novembre 2021 rispettivamente a Milano e Roma.

### Effetto notte(2023-presente)
Il 19 maggio 2023 è stato pubblicato l'album Effetto notte, primo concept album del rapper che si caratterizza per testi più personali. Il 24 novembre dello stesso anno viene pubblicata la versione deluxe dell'album, intitolata Effetto notte (l'alba), contenente 5 tracce bonus.
Inizia il 2024 apparendo nel brano Lucky Luciano del rapper Cancun insieme a Kid Yugi. L'8 marzo 2024 esce Butterfly, un singolo in collaborazione con il rapper italo-tunisino Simba La Rue. Ad esso sono seguiti i singoli Sexy shop, pubblicato il 31 maggio e realizzato in collaborazione con Fedez, e Nino nino, contenente la partecipazione del duo techno Merk & Kremont e di Massimo Pericolo.
A febbraio 2025 avrebbe dovuto debuttare al Festival di Sanremo 2025 con il brano Demoni, tuttavia dopo un’indagine giudiziaria nei suoi confronti, il cantante ha deciso di ritirarsi dalla manifestazione canora. Il brano viene poi pubblicato il 4 febbraio 2025, insieme all'annuncio di un grande concerto al Fiera Milano Live in programma il 10 settembre 2025. Il 2 maggio successivo pubblica, in collaborazione con Lazza, il singolo In auto alle 6:00.

## Controversie
Emis Killa ha ricevuto accuse di omofobia, da lui smentite, che sono state anche causa di concerti ed eventi del rapper che furono in seguito annullati. I motivi riguardo a questa accusa sono i testi di alcuni suoi brani, tra cui quelli di Broken Dolls (presente in Keta Music), Milano male (presente in Champagne e spine) o Riempimi le tasche (presente in The Flow Clocker Vol. 1). 
Il 30 settembre 2024 la polizia riceve un mandato per perquisire la casa di Emis Killa in seguito all'inchiesta sulla curva del Milan, in cui il capo ultrà Luca Lucci, amico fraterno e socio in affari del cantante, è arrestato per traffico internazionale di droga. Nella perquisizione vengono trovate cifre cospicue di soldi liquidi, armi bianche, tre tirapugni, un manganello e uno storditore elettrico. Anche a causa del Daspo e delle indagini il rapper annuncia il proprio ritiro dalla gara al Festival di Sanremo 2025, affermando che verrebbe a mancare la serenità durante la competizione poiché l'attenzione mediatica sarebbe stata concentrata sulla vicenda giudiziaria e non sulla sua canzone.

## Discografia
- 2012 – L'erba cattiva
- 2013 – Mercurio
- 2016 – Terza stagione
- 2018 – Supereroe
- 2020 – 17 (con Jake La Furia)
- 2023 – Effetto notte

## Televisione
- Goal Deejay (Sky Sport Uno HD, 2014-2017)
- Miss Italia (LA7, 2014)
- MTV Spit 3 (MTV, 2014)
- MTV Awards 2015 (MTV, 2015)
- The Voice of Italy (Rai 2, 2016)
- Yo! MTV Raps (MTV, 2020)
- Buoni o cattivi (Italia 1, 2021)

## Riconoscimenti
- TRL Awards
  - 2012 - Miglior artista emergente
- MTV Europe Music Awards
  - 2012 - Best Italian Act
- MTV Italia Awards
  - 2013 - LG Tweetstar
  - 2014 - Super Man
- MTV Hip Hop Awards
  - 2012 - Miglior artista emergente
  - 2012 - Candidatura come miglior artista
  - 2012 - Candidatura come canzone dell'anno per Se il mondo fosse
  - 2012 - Candidatura come album dell'anno per L'erba cattiva
  - 2012 - Candidatura come video dell'anno per Parole di ghiaccio
  - 2012 - Candidatura come miglior live
  - 2012 - Candidatura come miglior collaborazione per Rap X L'Emilia (con Club Dogo, J-Ax & Marracash)
- Nickelodeon Kids' Choice Awards
  - 2013 - Candidatura come Miglior cantante italiano[87]
- Web Show Awards
  - 2014 - Revelation 2014
- Wind Music Awards
  - 2015 - Premio CD Platino per l'album Mercurio
- On Stage Awards 
  - 2019 - Candidatura come Miglior artista rap [88]